# Bretka
Bretka (Hongaars: Beretke) is een Slowaakse gemeente in de regio Košice, en maakt deel uit van het district Rožňava.
Bretka telt 379 inwoners.